# Heniochus singularius
Heniochus singularius е вид бодлоперка от семейство Chaetodontidae. Видът не е застрашен от изчезване.

## Разпространение и местообитание
Разпространен е в Австралия, Американска Самоа, Вануату, Виетнам, Гуам, Индия (Андамански и Никобарски острови), Индонезия, Малайзия, Малдиви, Маршалови острови, Мианмар, Микронезия, Ниуе, Нова Каледония, Остров Рождество, Палау, Папуа Нова Гвинея, Провинции в КНР, Самоа, Северни Мариански острови, Сингапур, Соломонови острови, Тайван, Тайланд, Тонга, Уолис и Футуна, Фиджи, Филипини и Япония.
Обитава крайбрежията на морета, лагуни и рифове. Среща се на дълбочина от 2 до 250 m, при температура на водата от 27,2 до 28,5 °C и соленост 34,5 – 35,4 ‰.

## Описание
На дължина достигат до 30 cm.
Популацията на вида е стабилна.